# Forêt classée de la Source du Mouhoun
Der Forêt classée de la Source du Mouhoun ist ein Naturschutzgebiet der Provinz Comoé im Südwesten Burkina Fasos, in dem der Mouhoun (der schwarze Volta) entspringt. Es liegt an der Straße von Banfora nach Orodara und umfasst 100 ha.

Koordinaten: 10° 52′ 7,8″ N, 4° 50′ 15,9″ W